# 인산
인산(燐酸, 영어: phosphoric acid)은 화학식이 {\displaystyle {\ce {H3PO4}}}인 약산이다. 오르토인산(영어: orthophosphoric acid)) 또는 인산(V)(영어: phosphoric(V) acid))이라고도 한다. 순수한 인산은 무색의 고체이다.
세 개의 수소는 모두 다양한 정도의 산성이어서 분자로부터 H+ 이온(양성자)으로 떨어져 나갈 수 있다. 세 개의 H+ 이온이 모두 떨어져 나가게 되면 일반적으로 인산염(燐酸, 영어: phosphate)이라고 하는 오르토인산 이온 PO43−이 된다. 하나 또는 두 개의 H+ 이온이 떨어져 나가면 인산 이수소 이온 H
2PO−
4 또는 인산 수소 이온 HPO2−
4가 각각 생성된다. 오르토인산은 또한 유기인산염이라고 하는 에스터를 형성한다.
인산은 무색, 무취, 비휘발성 시럽 액체인 85% 수용액의 형태로 화학 실험실에서 흔히 발견된다. 비록 인산이 강산의 엄격한 정의를 충족시키지는 못하지만, 85% 수용액은 피부를 심하게 자극하고 눈을 손상시킬 수 있다. "오르토인산"이라는 이름은 인산을 피로인산과 같은 다른 "인산"들과 구별하는 데 사용할 수 있다. 그럼에도 불구하고 "인산"이라는 용어는 보통 이 특정 화합물을 의미하며, 이것이 현재 IUPAC 명명법에 의한 이름이다.

## 제조
인산은 두 가지 일반적인 경로를 통해 산업적으로 생산된다. 습식 공정에서 수산화인회석 칼슘과 같은 인산염 함유 광물은 황산으로 처리된다.
{\displaystyle {\ce {Ca5(PO4)3OH + 5H2SO4 -> 3H3PO4 + 5CaSO4v + H2O}}}
플루오린인회석은 대체 원료이며, 이 경우에 플루오린화물은 불용성 화합물인 Na2SiF6로 제거된다. 인산 용액은 일반적으로 23–33% P2O5 (32–46% H3PO4)를 포함하고 있다. 이것은 약 54–62% P2O5 (75–85% H3PO4)를 함유하고 있는 상업용 인산을 생산하기 위해 농축될 수 있다. 추가로 물을 제거하면 P2O5 농도가 70% 이상(거의 100% H3PO4에 해당)인 초인산이 생성된다. 부산물로 황산 칼슘(석고)이 생성되고, 인산부생석고로 제거된다.
식품용 인산을 생성하기 위해 먼저 인광석을 전기아크로에서 코크스와 함께 환원시켜 인 원소를 만든다. 실리카도 첨가되어 규산 칼슘 슬래그가 생성된다. 인 원소는 용광로에서 증류되어 공기와 함께 연소돼 고순도의 오산화 인이 생성되며, 이를 물에 용해시켜 인산을 만든다.
이러한 두 가지 공정에서 생산된 인산은 불순물인 비소 및 기타 잠재적인 독성 화합물을 제거하기 위해 추가로 정제할 수 있다.

## 산성 특성
3개의 수소는 모두 산성이며, 해리 상수 pKa1 = 2.14, pKa2 = 7.20, pKa3 = 12.37이다. 따라서 수용액에서 인산은 매우 낮은 pH를 제외하고 대부분 3가지 음이온의 일부 조합으로 해리된다. 화학 평형식은 다음과 같다.
H3PO4 + H2O  ⇄  H3O+ + H2PO4− ,   Ka1= 7.25×10−3 ,   [pKa1 = 2.14]
H2PO4−+ H2O  ⇄  H3O+ + HPO42− ,   Ka2= 6.31×10−8 ,   [pKa2 = 7.20]
HPO42−+ H2O  ⇄  H3O+ + PO43− ,   Ka3= 3.98×10−13 ,   [pKa3 = 12.37]

## 용도
인산의 주된 용도는 비료이며, 생산량의 약 90%가 비료로 사용된다.
| 용도         | 수천 톤의 수요(2006년) | 주요 인산염 유도체 |
| ------------ | ---------------------- | --- |
| 비누 및 세제 | 1836                   | 삼인산 나트륨 |
| 식품 산업    | 309                    | 삼인산 나트륨 (Na5P3O10), 헥사메타인산 나트륨, 인산 삼나트륨, 피로인산 이나트륨, 알루미늄 인산 나트륨, 인산이수소 칼슘, 인산 이나트륨 (Na2HPO4), H3PO4 |
| 물 처리      | 164                    | 헥사메타인산 나트륨, 삼인산 나트륨, 피로인산 사나트륨, 인산이수소 나트륨 (NaH2PO4), 인산 이나트륨                                                      |
| 치약         | 68                     | 인산 이칼슘 (CaHPO4), IMP, SMFP |
| 기타 용도    | 287                    | 삼인산 나트륨 (Na3P3O9), TCP, APP, DAP, 인산 아연 (Zn3(PO4)2), 인산 알루미늄 (AlPO4, H3PO4)                                                            |

식품용 인산(첨가제 E338)은 다양한 콜라, 잼과 같은 식품 및 음료를 산성화하는 데 사용되어 톡쏘는 신맛을 내게 한다. 인산은 또한 방부제 역할을 한다. 코카콜라를 포함하는 인산을 함유한 청량 음료는 때때로 인산염 소다 또는 인산염으로 불린다. 청량 음료의 인산은 치아 부식을 유발할 가능성이 있다. 인산은 또한 신장결석을 형성하는 데 기여할 가능성이 있는데, 특히 이전에 신장결석을 가지고 있었던 사람들에게 그러하다.
인산의 특정 용도들은 다음과 같다.
- 인산염 피막 처리 또는 부동태화에 의한 방청 처리
  - 파커라이징 공정을 통한 철 산화 방지
- 인-31 핵자기공명에 대한 외부 표준
- 인산형 연료 전지
- 활성탄 생산[22]
- 화합물 반도체 공정에서 인듐 인화물에 대해 선택적으로 인듐 갈륨 비소화물을 에칭하기 위해[23]
- 이산화 규소에 대해 선택적으로 질화 규소를 에칭하기 위한 미세 가공[24]
- 화장품 및 스킨케어 제품의 pH 조절제[25]
- 유제품, 식품 및 양조 산업에서의 살균제[26]

## 안전성
장기간의 규칙적인 콜라 섭취와 중년 후반의 여성(남성은 아님)의 골다공증 사이에 연관성이 있는 것으로 나타났다. 이것은 인산의 존재 때문이라고 생각되었고, 여성에서의 위험성은 낮은 골밀도와 상관 관계가 있는 콜라를 많이 섭취하는 것과 함께 다이어트 콜라나 카페인이 없는 콜라보다 설탕과 카페인이 함유된 콜라에서 더 큰 것으로 나타났다.
적당한 농도의 인산 용액은 피부에 자극적이다. 농축된 용액과 접촉시 심각한 피부 화상과 영구적인 눈 손상을 일으킬 수 있다.

## 같이 보기
- 인산 암모늄 비료와 같은 인산염 비료
- 인산염
- 피로인산 (이인산)
- 삼인산

## 인용 출처
- Haynes, William M., 편집. (2011). 《CRC Handbook of Chemistry and Physics》 92판. CRC Press. ISBN 978-1439855119.